# London-Centre
Pour les articles homonymes, voir London.
Circonscription électorale fédérale du Canada
London-Centre (auparavant London-Centre-Nord et London–Adelaide) est une circonscription électorale fédérale canadienne située en Ontario.
Le député libéral Joe Fontana démissionne le 20 septembre 2006. Le libéral Glen Pearson est élu pour lui succéder lors d'une élection partielle au résultat serré, tenue dans la circonscription le 27 novembre 2006, qui l'opposait à la chef du Parti vert Elizabeth May, et à l'ancienne mairesse de London, la candidate conservatrice Diane Haskett. En 2011, la conservatrice Susan Truppe devient députée de la circonscription.  En 2015, Peter Fragiskatos du Parti libéral du Canada remporte la circonscription qu'il détient depuis.

## Géographie
Elle se constitue d'une partie de la ville de London. 
Les circonscriptions limitrophes sont Middlesex—London, London—Fanshawe et London-Ouest.
En 2015, les circonscriptions limitrophes étaient Lambton—Kent—Middlesex, London—Fanshawe et London-Ouest.

## Historique
La circonscription de London–Adelaide est formée en 1996 avec des parties de London-Est et de London–Middlesex. La circonscription est renommée London-Centre-Nord en 1997.
À la suite du redécoupage de la carte électorale de 2022-2023, la circonscription perd la partie de la ville de London située au nord du chemin Fanshawe Park Est comprise entre le chemin Wonderland Nord et l'avenue Highbury Nord, à l'avantage de la circonscription de Middlesex—London. Elle gagne au sud une partie de la circonscription de London-Ouest délimitée à l'ouest par le chemin Wharncliffe Sud, au sud par le chemin Commissioners Est et à l'est par la voie ferrée du Canadien National. La circonscription modifiée est renommée London-Centre.

## Députés
| Législature                                             | Années        | Député            | Parti | Parti        |
| ------------------------------------------------------- | ------------- | ----------------- | ----- | ------------ |
| London–Adelaide issue de London-Est et London–Middlesex |               |                   |       |              |
| 36e                                                     | 1997–2000     | Joe Fontana       |       | Libéral      |
| London-Centre-Nord                                      |               |                   |       |              |
| 37e                                                     | 2000–2004     | Joe Fontana       |       | Libéral      |
| 38e                                                     | 2004–2005     | Joe Fontana       |       | Libéral      |
| 39e                                                     | 2006–2006     | Joe Fontana       |       | Libéral      |
| 39e                                                     | 2006-2008     | Glen Parson       |       | Libéral      |
| 40e                                                     | 2008–2011     | Glen Parson       |       | Libéral      |
| 41e                                                     | 2011–2015     | Susan Truppe      |       | Conservateur |
| 42e                                                     | 2015–2019     | Peter Fragiskatos |       | Libéral      |
| 43e                                                     | 2019–2021     | Peter Fragiskatos |       | Libéral      |
| 44e                                                     | 2021–2025     | Peter Fragiskatos |       | Libéral      |
| London-Centre                                           |               |                   |       |              |
| 45e                                                     | 2025–en cours | Peter Fragiskatos |       | Libéral      |

## Résultats électoraux
|       | Candidat          | Parti              | # de voix | % des voix |
|       | (X) Susan Truppe  | Conservateur       | +19 990,  | 31,1 %     |
|       | Peter Fragiskatos | Libéral            | +32 427,  | 50,45 %    |
|       | German Gutierrez  | NPD                | +09 423,  | 14,66 %    |
|       | Carol Dyck        | Vert               | +02 286,  | 3,56 %     |
|       | Marvin Roman      | Marxiste-léniniste | +00145,   | 0,23 %     |
| Total | Total             | Total              | 64 271    | 100 %      |

|       | Candidat           | Parti           | # de voix | % des voix |
|       | Susan Truppe       | Conservateur    | +19 468,  | 36,96 %    |
|       | (x) Glen Pearson   | Libéral         | +17 803,  | 33,8 %     |
|       | German Gutierrez   | NPD             | +12 996,  | 24,67 %    |
|       | Mary Ann Hodge     | Vert            | +02 177,  | 4,13 %     |
|       | AnnaMaria Valastro | Animal Alliance | +00229,   | 0,43 %     |
| Total | Total              | Total           | 52 673    | 100 %      |

|       | Candidat            | Parti        | # de voix | % des voix |
|       | Paul Van Meerbergen | Conservateur | +17 716,  | 33,01 %    |
|       | (x) Glen Pearson    | Libéral      | +20 964,  | 39,06 %    |
|       | Steve Holmes        | NPD          | +09 376,  | 17,47 %    |
|       | Mary Ann Hodge      | Vert         | +05 612,  | 10,46 %    |
| Total | Total               | Total        | 53 668    | 100 %      |